# سعید پیرامون
سعید پیرامون (زاده ۱۳ بهمن ۱۳۷۳ در چهبار) بازیکن تیم ملی فوتبال ساحلی ایران است که در پست مدافع بازی می‌کند.
پیرامون در سال ۱۳۹۷ توسط مارکو اکتاویو مربی سابق تیم ملی به تیم ملی فوتبال ساحلی ایران دعوت شد. او با تیم فوتبال ساحلی یک بار قهرمان مسابقات جام بین قاره ای که در کشور امارات شده‌است.
او عضو تیم صنعت فرش حداد اصفهان بود و درحال حاضر عضو پارس جنوبی بوشهر است.